# Нусдорф-ам-Аттерзе
Нусдорф-ам-Аттерзе (нем. Nußdorf am Attersee) — община (нем. Gemeinde) в Австрии, в федеральной земле Верхняя Австрия. 
Входит в состав округа Фёклабрукк.  Население составляет 1099 человек (на 31 декабря 2005 года). Занимает площадь 27 км². Официальный код  —  41718.

## Политическая ситуация
Бургомистр общины — Йохан Гебетсбергер (АНП) по результатам выборов 2003 года.
Совет представителей общины (нем. Gemeinderat) состоит из 13 мест.
- АНП занимает 6 мест.
- АПС занимает 4 места.
- СДПА занимает 3 места.